# Big Band Explosion
Albums de Nina Hagen
Live in Krefeld
(2002) Irgendwo auf der Welt
(2006)
Big Band Explosion est un album solo de la chanteuse allemande Nina Hagen sorti en 2003.

## Liste des titres
1. Let Me Entertain You 2:47
2. Sugar Blues 3:26
3. I Want to Be Happy 2:35
4. The Lady Loves Me 4:14
5. Rhythm & Romance 3:06
6. Rainbow 4:28
7. If You Ever Should Leave 2:38
8. Fever 4:52
9. Love & Kisses 3:11
10. "All or Nothing at All 3:34
11. Let's Call the Whole Thing Off 3:28
12. tarlit Hour 4:17